# اوسستاوا
اوسستاوا (به لاتین: Ussettawa) یک منطقهٔ مسکونی در سری‌لانکا است که در استان مرکزی (سری‌لانکا) واقع شده‌است.